# 2009–2010-es CEBL
A Central European Basketball League, röviden CEBL (magyarul: Közép-európai Kosárlabda Liga) egy közép-európai kosárlabdacsapatok részvételével játszott kosárlabda-versenysorozat, mely évente kerül megrendezésre.
A korábbi híresztelésekkel ellentétben a 2009/2010-es szezonban nem 16, hanem csak 9 csapat vág neki a megmérettetésnek. A szlovák csapatok ebben az idényben nem szerepelnek így magyar, osztrák, cseh és román nemzetiségű csapatok alkotják ebben a szezonban a CEBL-t. Három magyar együttes, a címvédő Albacomp, a magyar bajnok Paks és az eddig minden kiírásban részt vevő Nyíregyháza érdekelt.

## Résztvevők
| Nemzet       | Darab | Klubok                                          |
| ------------ | ----- | ----------------------------------------------- |
| Ausztria     | II    | Arkadia Traiskirchen Lions, Kapfenberg Bulls    |
| Csehország   | II    | BK Prostejov, Miltra Novy Jicin                 |
| Románia      | II    | BCM Elba Timisoara (Temesvár), U-Mobitelco Cluj |
| Magyarország | III   | Marso-Vagép NYKK, Albacomp, Paksi Atomerőmű SE  |

## Csoportok
| "A" csoport                                  | "B" csoport                                                            | "C" csoport                                               |
| -------------------------------------------- | ---------------------------------------------------------------------- | --------------------------------------------------------- |
| - Albacomp - BK Prostejov - U-Mobitelco Cluj | - Paksi Atomerőmű SE - Arkadia Traiskirchen Lions - BCM Elba Timisoara | - Marso-Vagép NYKK - Miltra Novy Jicin - Kapfenberg Bulls |

## Alapszakasz
| Dátum      | Hazai                   | Vendég                     | Eredmény |
| ---------- | ----------------------- | -------------------------- | -------- |
| 2009.11.04 | Albacomp Székesfehérvár | U-Mobitelco CLUJ           | 78-90    |
| 2009.11.24 | BCM Elba Timisoara      | Marso-Vagép NYKK           | 96–81    |
| 2009.11.25 | Atomerőmű SE            | Mlékárna Miltra Nový Jičín | 77-71    |